# Andronico di Alessandria
Andronico di Alessandria (in copto Ⲁⲛⲇⲣⲟⲛⲓⲕⲟⲥ, in arabo أندرونيقوس‎?; Alessandria d'Egitto, ... – Alessandria d'Egitto, 16 gennaio 623) è stato il 37º Papa della Chiesa copta, dal 616 fino alla sua morte.

## Biografia

### Infanzia e giovinezza
Era originario di una ricca e influente famiglia; suo cugino era il capo della corte imperiale di Alessandria d'Egitto. Ricevette un'ottima educazione ed eccelleva nell'interpretazione delle Sacre Scritture. Per via della sua conoscenza, della giustizia e della carità mostrate verso i poveri, fu ordinato diacono. Per consenso della comunità copta, fu scelto come nuovo papa e patriarca di Alessandria, seppur non avesse vissuto mai in monastero. Rimase ad Alessandria per tutti i giorni del suo regno senza essere intimidito dall'autorità dei calcedoniani. 

### Conquista dell'Egitto da parte dei Sassanidi del 618-621
Poco dopo la sua elezione a papa copto, il re persiano della dinastia dei sassanidi Cosroe II e il suo esercito attaccarono l'esercito romano posto in oriente, distruggendolo e annientandolo. Cosroe prese possesso delle città di Aleppo, Antiochia, Gerusalemme, delle terre degli edomiti e della provincia romana d'Egitto. Giunti in Egitto, i persiani invasero la città di Alessandria, dove nelle zone circostanti erano presenti 600 monasteri. I monaci si resero insolenti agli invasori, dimostrando di non aver paura e grazie alla loro ricchezza fecero atti di scherno. L'esercito persiano, comunque, riuscì a conquistare i monasteri non lasciando ai monaci vie di fuga, essi furono uccisi e i monasteri distrutti. Giunta la notizia agli alessandrini, questi decisero, per non subire la stessa sorte, di aprire le porte della città e far entrare i persiani. 
Secondo una tradizione, il re persiano Cosroe ebbe un sogno dove qualcuno gli diceva: "Ti ho consegnato la città. Non distruggerla, ma uccidi i suoi eroi perché sono ipocriti". Cosreo agì di conseguenza, arrestò il governatore cittadino e lo legò in catene; ordinò agli anziani della città di radunare tutti gli uomini dai 18 ai 50 anni per donare ai persiani venti denari e per essere arruolati come soldati per la difesa cittadina. 80.000 uomini si fecero avanti, ma questi vennero tutti uccisi. 
Cosroe continuò la sua conquista e invase l'Alto Egitto. Passando vicino alla città di Niciu, che è anche chiamata Ibshadi, fu informato di circa 700 monaci che vivevano in celle e grotte al di fuori della città. Ordinò all'esercito di circondare le dimore e, all'alba, di uccidere tutti i monaci. 
Cosroe II continuò a uccidere e ad imprigionare molti cristiani fino a quando l'imperatore Eraclio riportò l'Egitto sotto il controllo dell'impero romano.

### Morte
Dopo sei anni dall'elezione al papato e dopo le sofferenze causate dall'invasione e persecuzione sassanide, Andronico morì il 16 gennaio 623, o l'8 di Tobi. 